# Taberno
Taberno este o municipalitate și un oraș din provincia Almería, Andaluzia, Spania, cu o populație de 1.012 locuitori.